# Eleccions regionals franceses de 1998

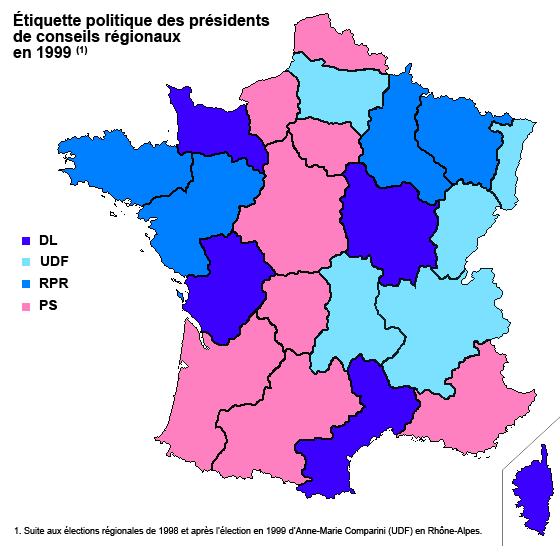
Resultats

Les Eleccions regionals franceses de 1998 se celebraren el 15 de març de 1998. En elles de 22 regions metropolitanes, a 14 hi guanyà la dreta, de les que a cinc el president del consell regional fou escollit amb el suport del Front Nacional.

## Llista dels presidents regionals després de les eleccions
- Alsàcia: Adrien Zeller (UDF)
- Aquitània : Alain Rousset (PS)
- Alvèrnia : Valéry Giscard d'Estaing (UDF)
- Borgonya : Jean-Pierre Soisson (UDF, amb suport del FN)
- Bretanya : Josselin de Rohan (RPR)
- Xampanya-Ardenes : Jean-Claude Étienne (RPR)
- Còrsega : José Rossi (RPR)
- Franc-Comtat : Jean-François Humbert (UDF)
- Guadeloupe : Lucette Michaux-Chevry (RPR)
- Guyane : Antoine Karam (PSG)
- Île-de-France : Jean-Paul Huchon (PS)
- Llenguadoc-Rosselló : Jacques Blanc (UDF, amb suport del FN)
- Llemosí : Robert Savy (PS)
- Lorena : Gérard Longuet (RPR)
- Martinica : Alfred Marie-Jeanne (MIM)
- Midi-Pirineus : Martin Malvy (PS)
- Nord-Pas de Calais : Michel Delebarre (PS)
- Baixa Normandia : René Garrec (UDF)
- Alta Normandia : Alain Le Vern (PS)
- País del Loira : François Fillon (RPR)
- Picardia : Charles Baur (UDF, amb suport del FN)
- Poitou-Charentes : Jean-Pierre Raffarin (UDF)
- Provença-Alps-Costa Blava : Michel Vauzelle (PS)
- Reunion : Paul Vergès (PCR)
- Roine-Alps : Charles Millon (UDF, amb suport del FN)